# Hans Jäger (Fußballspieler)
Hans Ludwig Jäger (* 13. November 1937; † 11. Juni 2019) war ein deutscher Fußballspieler und DFB-A-Jugendauswahlspieler. 

## Karriere

### Vereine
Jäger gehörte von 1959 bis 1961 Kickers Offenbach an und kam in der Oberliga Süd, der seinerzeit höchsten Spielklasse im westdeutschen Fußball, in seiner ersten Saison als zweiter Torhüter hinter Stammtorwart Walter Zimmermann in zwei Punktspielen zum Einsatz. Sein erstes bestritt er am 6. März 1960 (24. Spieltag) beim 5:0-Sieg im Heimspiel gegen Viktoria Aschaffenburg, sein zweites am 30. April 1960 (30. Spieltag) beim 1:1-Unentschieden im Auswärtsspiel gegen den FC Bayern München. In der Folgesaison – nunmehr zweiter Torhüter hinter Othmar Groh – kam er erneut zu zwei Einsätzen.

### Nationalmannschaft
Jäger nahm mit der DFB-Jugendauswahl „A“ im Jahr 1956 in Ungarn an der zweiten Austragung des UEFA-Juniorenturniers teil. Im Turnier, in dem nach 1955 zum zweiten Mal keine Finalrunde ausgespielt, sondern nur in vier Gruppen zu vier Mannschaften gespielt wurde, kam er in allen drei Gruppenspielen zum Einsatz. Am 28. März trennte sich seine Jugendauswahl in Budapest torlos von der Jugendauswahl Ungarns – dem späteren Gruppensieger.  Zwei Tage später gewann er mit ihr mit 1:0 gegen die Jugendauswahl Bulgariens in Stuhlweißenburg, bevor er mit ihr ein Tag später in Sztálinváros mit 1:2 gegen die Jugendauswahl Englands verlor.

## Erfolge
- Zweiter Süddeutsche Meisterschaft 1960
- Teilnehmer FIFA-Juniorenturnier 1956